# 唆鲁禾帖尼
唆鲁禾帖尼（秘史记音：莎兒合黑塔尼 別乞；1190年—1252年3月1日），大蒙古国（蒙古帝国）皇太后，克烈氏，是拖雷的正妻，蒙哥、忽必烈、旭烈兀、阿里不哥的生母。蒙哥和忽必烈都做过大蒙古国（蒙古帝国）的大汗，旭烈兀在西亚开创了伊儿汗国，阿里不哥於中統元年（1260年）在蒙古本土被部分宗王贵族推举即位，并和忽必烈争位达四年之久，最終忽必烈勝利。由于她的这四个杰出的儿子都做过帝王，所以她被后世史学家称为“四帝之母”。

## 生平
出生年份没有具体记载。她是克烈部王罕的弟弟札合敢不之女，金泰和三年（1203年）成吉思汗灭克烈部后，把她给拖雷为妻；她信奉基督教東方亞述教會。管理才能出众。
元太宗四年（1232年）九月，43歲的拖雷去世后，唆鲁禾帖尼掌管拖雷家族。窝阔台提出让她嫁给窝阔台的长子贵由，被她以诸子尚未成人为由拒绝。窝阔台擅自决定把属于拖雷的三千户授与次子阔端，拖雷属下很多大臣不服，唆鲁禾帖尼说服他们遵从大汗旨意，笼络了阔端，使他后来站在拖雷家族一边。
唆鲁禾帖尼治家有方，管教诸子遵守札撒。元太宗十三年十一月初八日（1241年12月11日）窝阔台去世，汗位虚悬，乃马真后称制，法纪混乱，很多宗王贵族滥发牌符征敛财物，唯有她和儿子们没有这样做，为拖雷家族赢得了声誉。她爱护属下臣民，对违法官员和军士加以严惩，她领地内百姓的处境比其他宗王领地要好。
唆鲁禾帖尼雖是虔誠基督教徒，但卻优待各种宗教的教士和学者。对儒学和儒士非常优待。
唆鲁禾帖尼深谋远虑，机智果断，帮助拖雷家族夺取汗位。她赏赐宗王和军民，获得广泛拥戴。善于处理和窝阔台的关系，窝阔台军国大事都与她商议（成吉思汗留下的军队共有十二万九千人，其中十万一千人由拖雷继承）。
窝阔台死后，乃马真欲立长子贵由为大汗，拔都与贵由不和，不肯参加选汗大会，后来，成吉思汗幼弟铁木哥斡赤斤也领兵来争位，帝国面临内战和混乱的危险。唆鲁禾帖尼决定率诸子参加大会，元定宗元年七月十二日（1246年8月24日）拥立贵由登基，安定了局势并使得威望进一步提高。贵由即位后借口叶密立的气候适合养病，率军离开都城和林向西进发，实际是去攻打拔都。唆鲁禾帖尼秘密派使者告诉拔都加以防备，拔都立即起兵向东进发。通过此事进一步拉拢了拔都的术赤家族。元定宗三年（1248年）三月，贵由在西行途中去世，据说是被拔都派奸细毒死。
唆鲁禾帖尼极力拉拢拔都，目的是取得术赤家族的支持，拔都以长支宗王的身份遣使邀请宗王、大臣到他的驻地召开忽里勒台，商议推举新大汗。窝阔台系和察合台系的宗王们多数拒绝前往，贵由皇后斡兀立海迷失只派大臣八剌为代表到会。唆鲁禾帖尼则命长子蒙哥率诸弟及家臣应召前往。拔都在会上极力称赞蒙哥能力出众，又有西征大功，应当即位，并指出贵由之立违背了窝阔台遗命，窝阔台后人无继承汗位的资格。大会通过了拔都的提议，推举蒙哥为大汗。窝阔台、察合台两家拒不承认，唆鲁禾帖尼和蒙哥又遣使邀集各支宗王到斡难河畔召开忽里台，拔都派其弟别儿哥率大军随同蒙哥前往斡难河畔，但窝阔台、察合台两家很多宗王仍不肯应召，大会拖延了很长时间。由于唆鲁禾帖尼的威望甚高，并且善于笼络宗王贵族，多数宗王大臣最终应召前来，元欽淑皇后三年（1251年）六月举行忽里台大会，元宪宗元年六月十一日（1251年7月1日），宗王大臣们共同拥戴蒙哥登基即大汗位。
元宪宗蒙哥登基后，尊唆鲁禾帖尼为皇太后，此后，为了巩固汗位，唆鲁禾帖尼镇压反对者毫不留情，并亲自下令处死元定宗贵由的皇后斡兀立海迷失。
元憲宗二年正月二十日（1252年3月1日），唆鲁禾帖尼因病去世。
至元三年（1266年）十月，太庙建成，制尊谥庙号，元世祖忽必烈为生母唆鲁禾帖尼上谥号为庄圣皇后。 
至大二年十二月六日（1310年1月7日），元武宗海山为唆鲁禾帖尼加上尊谥显懿，从此之后，唆鲁禾帖尼的谥号变为显懿庄圣皇后。
根据《元史》记载，至大三年（1310年）十月，元武宗海山再为唆鲁禾帖尼上玉册，曰：“祖功宗德，称诔于天。内则阃仪，受成于庙。行之大者名必显，恩之隆者报则丰。上以增佐定之光，下以伸遹追之孝。钦惟庄圣皇后，英明溥博，圣善柔嘉。尊俪景襄，阴教纯被。逮事光献，妇职勤修。勋聿著于承天，祥两占于梦日。迹圣绪洪源之有渐，知深仁厚泽之无垠。玄符肇自涂山，顾前徽之未称；苍箓兴于文母，岂后嗣之能忘。是用参考彝经，丕扬景铄。敷绎宝慈之谊，形容青史之规。谨遣摄太尉某奉玉册玉宝，加上尊谥曰显懿庄圣皇后。伏惟睿灵，昭垂鉴格。礼严閟宫，乐歌夷则。亿万斯年，承休无斁。”

## 延伸阅读
[在维基数据编辑]
 《元史·卷116》，出自宋濂《元史》
 《新元史/卷104》，出自柯劭忞《新元史》